# Аллен, Гарри Брукс
Сэр Гарри Брукс Аллен (англ. Harry Brookes Allen; 13 июня 1854, Джелонг, Виктория — 28 марта 1926) — австралийский врач-патологоанатом и бактериолог. Профессор Мельбурнского университета и первый доктор медицинских наук в его составе, чья учёная степень была признана на Британских островах. Рыцарь-бакалавр с 1914 года. Благодаря его консультациям, в Мельбурне был принят Закон об общественном здравоохранении 1889 года и введена первая в городе система канализации. Также он был отцом художницы Мэри Аллен и братом политика Джорджа Аллена.